# Асо (город)
Асо (яп. 阿蘇市 Асо-си) — город в Японии, находящийся в префектуре Кумамото. Площадь города составляет 376,25 км², население — 27 240 человек (1 августа 2014), плотность населения — 72,40 чел./км².

## Географическое положение
Город расположен на острове Кюсю в префектуре Кумамото региона Кюсю. С ним граничат города Кикути, Такета, Хита, посёлки Минамиогуни, Такамори, Одзу и сёла Убуяма, Минамиасо.

## Население
Население города составляет 27 240 человек (1 августа 2014), а плотность — 72,40 чел./км². Изменение численности населения с 1980 по 2005 годы:
| 1980 | 34 004 чел. |  |
| 1985 | 33 504 чел. |  |
| 1990 | 33 018 чел. |  |
| 1995 | 31 364 чел. |  |
| 2000 | 30 457 чел. |  |
| 2005 | 29 636 чел. |  |

## Символика
Деревом города считается  Рододендрон киусианум, азалия Кюсю, цветком — горечавка шероховатая, птицей — Зелёный фазан.